# Breeja Larson
Breeja Larson (ur. 16 kwietnia 1992 w Mesa) – amerykańska pływaczka, specjalizująca się głównie w stylu klasycznym.

## Kariera sportowa
Mistrzyni olimpijska z Londynu (2012) w sztafecie 4 x 100 m stylem zmiennym. Na tych samych igrzyskach była również 6. na 100 m żabką.